# Aloe linguaeformis
Aloe linguaeformis é uma espécie de liliopsida do gênero Aloe, pertencente à família Asphodelaceae.